# Unio (род)
Unio је род слатководних шкољки средње величине из породице Unionidae, речне шкољке.

## Врсте
Врсте у оквиру рода Unio:
- Unio cariei - изумрле[1]
- Unio crassus Philipsson, 1788 (Речна шкољка са дебелом љуштуром) - скоро угрожени
- Unio mancus Lamarck, 1819
- Unio elongatulus C. Pfeiffer, 1825
- Unio pictorum (Linnaeus, 1758) (осликана шкољка)
- Unio tumidus (надута речна шкољка)
- Unio turtoni
- Unio valentianus Rossmässler, 1854